# Teodoro Gabras
Teodoro Gabras (en griego: Θεόδωρος Γαβρᾶς; fallecido en 1099) fue un gobernador bizantino de la región del Ponto que participó en una revuelta contra el emperador Alejo I Comneno alrededor de 1091. Padre de Gregorio Gabras, era miembro de la importante familia anatolia de los Gabras. Se casó dos veces, la segunda con una princesa georgiana, posiblemente María, hija del rey Bagrat IV y hermana de la princesa bizantina María de Alania.
Durante su mandato como dux de Caldia, la región fue vista como un estado semiindependiente, aunque todavía vinculada al poder bizantino central. Estuvo involucrado en la guerra contra los turcos, especialmente los Danisméndidas, que le costó la vida. Teodoro Gabras es considerado un novo mártir y santo por la Iglesia ortodoxa y se celebra el 2 de octubre.

## Primeros años

Themas bizantinos en 950. El thema de Caldia se encuentra en el extremo noreste de Anatolia.

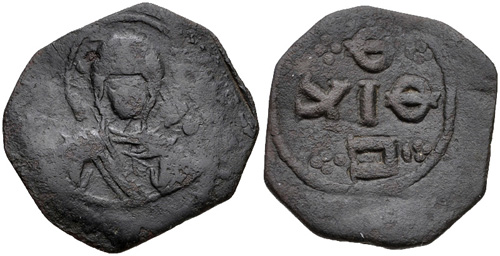
Follis de cobre acuñado en Trebisonda bajo Teodoro Gabras.

Teodoro era un nativo de Caldia y pasó la mayor parte de su vida adulta sirviendo en el ejército bizantino. Violento y enérgico, ganó considerable fama como soldado, se dice que era valiente e inteligente, con una bella carrera de éxitos. Los informes afirman que rara vez fracasaba en sus misiones militares e invariablemente superaba a sus enemigos. Cuando encargó un hermoso evangelio que se conserva actualmente en San Petersburgo en 1067, ya se le conocía con los títulos de patricio, topoterita e hipato. Sin embargo, su mayor gloria era recapturar Trebisonda de los turcos selyúcidas en 1075, ciudad que gobernó durante un tiempo como si fuera un feudo propio.
A finales de la década de 1080, Teodoro vivía en Constantinopla. Allí, Alejo I lo mantuvo bajo vigilancia, ya que el trono todavía no estaba completamente asegurado y el emperador temía, conociendo las características de Teodoro, que pudiera codiciar algo. Entonces, para evitar tentaciones innecesarias, Alejo nombró formalmente a Teodoro dux de Trebisonda y le ordenó que asumiera el cargo de inmediato. Dejando a su hijo mayor Gregorio en la corte con el sebastocrátor Isaac Comneno, con cuya hija estaba comprometido, Teodoro asumió su nuevo cargo.
Poco después, su primera esposa Irene [Taronitissa] falleció y Teodoro se volvió a casar, aparentemente en 1091, con una dama «muy noble» de «Alania» y prima hermana de la esposa de Isaac Comneno. Según el profesor Cyril Toumanoff, esta dama era la princesa georgiana de la dinastía Bagrationi, María, hija del rey Bagrat IV y hermana de la princesa bizantina María de Alania. Cuando este hecho se hizo público, el compromiso entre Gregorio y la hija de Comneno se rompió, ya que los dos prometidos ahora se consideraban emparentados y el matrimonio sería ilegal por las leyes civiles y eclesiásticas. Alejo, sin embargo, estaba preocupado por la reacción de Teodoro y por lo tanto tomó a Gregorio en la corte como rehén para asegurar el buen comportamiento de su padre.

## Desafío a Alejo I

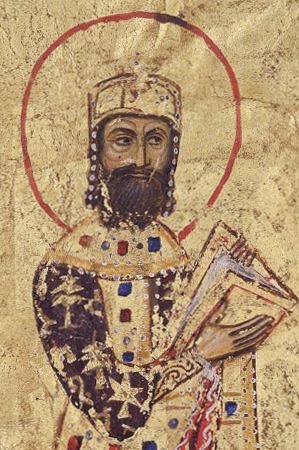
Manuscrito ilustrado de Alejo I Comneno.

En 1091, Teodoro había regresado a la capital y exigió que le devolvieran a su hijo. Alejo se negó, alegando que tenía la intención de casar al niño con una de sus propias hijas. Al no creer en el emperador, Teodoro articuló un plan para rescatar a Gregorio y llevarlo a salvo a Trebisonda. Teodoro inicialmente accedió a entregar al hijo, pero, la víspera de su partida, cenó con el sebastocrátor, con quien ahora estaba relacionado a través de su nueva esposa Alana, y le suplicó el derecho a pasar otras veinticuatro horas con el joven, al que accedió Isaac.
Al día siguiente, Teodoro preguntó si Gregorio podía acompañarlo en la primera parte de su viaje, a Sostenio, donde pensaba acampar, y donde también fue atendido. Sin embargo, Teodoro le pidió a su hijo que lo acompañara en el siguiente tramo del viaje, que en un principio le fue negado, pero que terminó consiguiendo. El grupo llegó al puerto de Faros, donde Teodoro abordó en secreto un barco mercante junto con Gregorio y ambos huyeron por el Euxino.
Este acto de desobediencia incitó a Alejo a actuar, enviando un escuadrón de barcos para arrestar a Teodoro con órdenes de traer a Gregorio de regreso a la capital a cualquier precio. Las fuerzas de Alejo tomaron el barco cerca de la ciudad de Egino y advirtieron a Teodoro que si se negaba a entregar a su hijo, sería arrestado por rebelde. Teodoro, aún lejos de su ciudad y en minoría, retrocedió y permitió que los emisarios de Alejo se fueran con su hijo mientras se dirigía a Trebisonda. Gregorio intentó escapar, pero su plan fue descubierto y fue encarcelado en Filipópolis.

## Carrera después de 1091
Una persona con los talentos militares de Teodoro era demasiado buena para desperdiciarla y en 1097 estaba nuevamente en la línea del frente del ejército, esta vez luchando contra los turcos como parte de la alianza inicial de los bizantinos con la primera cruzada. Mientras los «francos» estaban ocupados con el sitio de Antioquía, Teodoro marchó con Alejo y lo ayudó a recuperar ciudades en el oeste de Asia Menor. Desempeñó un papel destacado en la captura de Palperta (ahora Bayburt), que luego fue sitiada por los turcos, que planeaban recuperarla.
En 1099, durante una campaña en la región de Teodosiópolis, fue capturado por los Danisméndidas y martirizado. Su hijo o sobrino más joven, Constantino Gabras, lo sucedió como dux de Caldia durante algún tiempo, probablemente muy poco, antes de la muerte de Alejo I en 1118. Teodoro es considerado un santo por la Iglesia ortodoxa y su fiesta se celebra el 2 de octubre. Se erigió un santuario y se le dedicó en el paso del Arroyo Profundo (en griego: Βαθυρύαξ, Bathyrýax; paso actual Kalınırmak, Sivas).